# Jim Abrahams
James Steven Abrahams (Shorewood, Wisconsin; 10 de mayo de 1944-Santa Mónica, California; 26 de noviembre de 2024), más conocido como Jim Abrahams, fue un director, productor y guionista de cine estadounidense, reconocido por sus películas de comedia de humor absurdo.

## Biografía
En 1980 dirigió y escribió junto a los hermanos David Zucker y Jerry Zucker la comedia de humor absurdo Airplane! (en España y Latinoamérica titulada respectivamente Aterriza como puedas o ¿Y dónde está el piloto?). Gracias al éxito obtenido, el llamado trío ZAZ (Zucker, Abrahams, Zucker) logró una gran fama mundial. En 1984 realizaron otra comedia de humor absurdo de gran popularidad, Top Secret!, y en 1986 ¡Por favor, maten a mi mujer! (Ruthless People), última película que realizaron juntos.
En 1988 escribió un primer guion para la película Agárralo como puedas (The Naked Gun), dirigida David Zucker. Ese mismo año dirigió la comedia Ensalada de gemelas (Big Business), y en 1991 comenzó a dirigir en solitario las comedias Hot Shots! y más tarde Hot Shots 2, ambas protagonizadas por Charlie Sheen y por su actor fetiche Lloyd Bridges, resultando ambas grandes éxitos.
Durante 1993 y 1997 se centró en su hijo Jamie, quien sufría de epilepsia, llevándolo a dirigir un drama televisivo en 1997 parar dar a conocer la enfermedad.
En 1998 volvió a dirigir una parodia llamada Mafia!, coprotagonizada nuevamente por Lloyd Bridges, quien falleció finalizado el rodaje. Jim Abrahams le dedicó un emotivo homenaje al final de la película. Esta última comedia resultó un fracaso, motivo por el cual decidió no volver a dirigir para dedicarse a su familia.
En 2003 aceptó la propuesta de David Zucker para escribir Scary Movie 3, la que finalmente no pudo concretar al serle detectada una grave enfermedad. Luego de recuperarse, escribió los dos primeros borradores del guion de Scary Movie 4. Así fue que David Zucker y Jim Abrahams volvieron a reunirse en una misma película catorce años después.